# Исмаилов, Ильяс Абуевич
Ильяс Абуевич Исмаилов (род. 21 мая) — российский чеченский журналист, главный редактор газеты «Вести республики» (2013-н. в.), председатель Союза журналистов Чеченской Республики (2018-н. в.).

## Биография
Родился 21 мая.
В 2002 году окончил Грозненский нефтяной институт. В 2007 году окончил Ростовский государственный экономический университет по специальности «журналист-лингвист» с красным дипломом.
С 2002 года работал на различных должностях в Министерстве Чеченской Республики по национальной политике, внешним связям, печати и информации.
С августа 2013 года является главным редактором газеты «Вести республики».
В марте 2017 года был единогласно избран исполняющим обязанности председателя Союза журналистов Чеченской Республики вместо сложившего полномочия Ислама Хатуева. В январе 2018 года был единогласно избран председателем, в феврале 2024 года был единогласно переизбран.
Женат, имеет четырёх детей.

## Награды и признание
- Почётное звание «Заслуженный журналист Чеченской Республики» (2013)[2].
- Член Союза журналистов России (2004)[2].